# 平移运动
本条目中，向量與标量分別用粗體與斜體顯示。例如，位置向量通常用 {\displaystyle \mathbf {r} \,\!} 表示；而其大小則用 {\displaystyle r\,\!} 來表示。

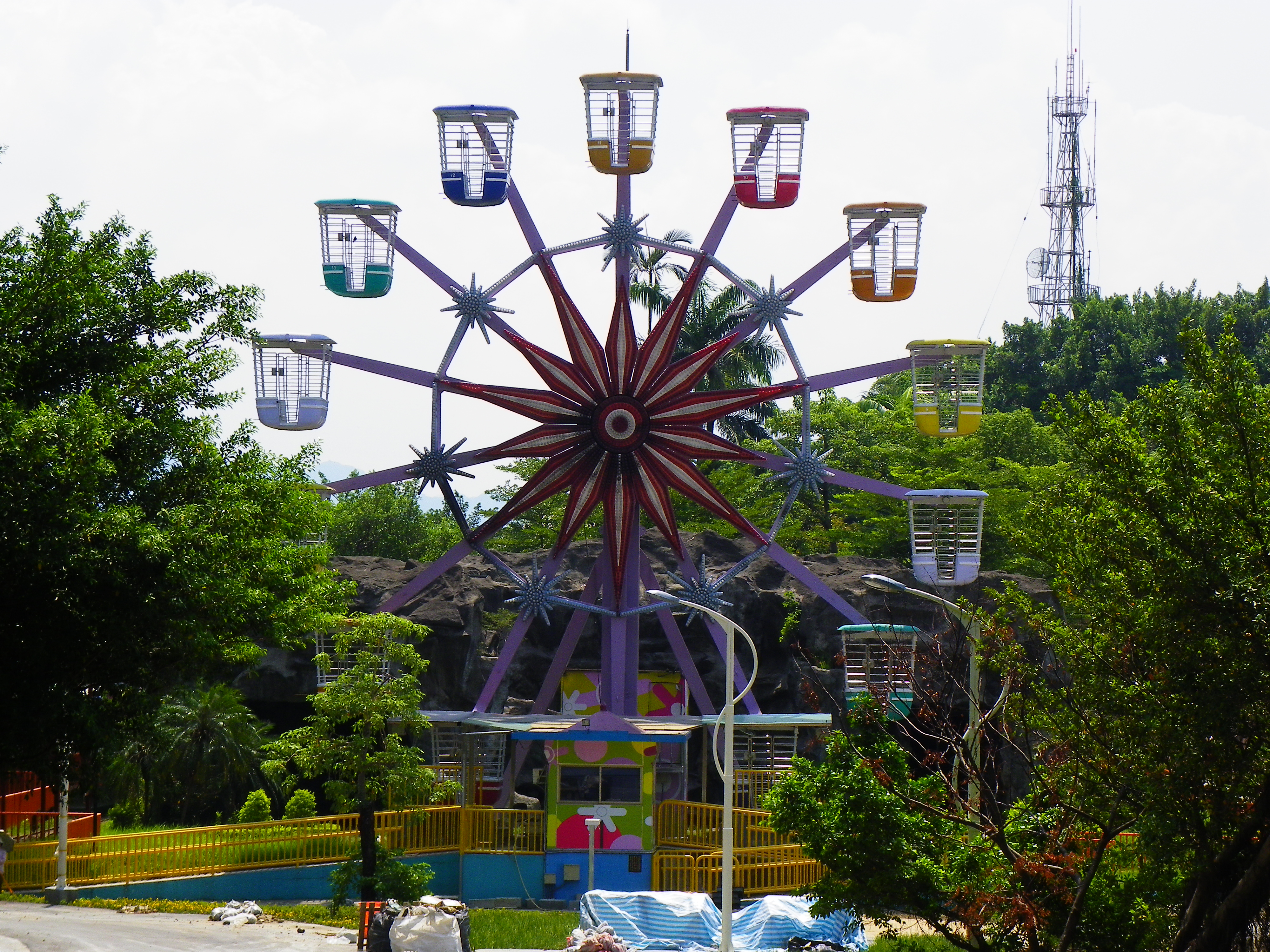
掛在重力式摩天輪邊緣的乘客座艙在做平移運動。

在經典力學裏，任何剛体，不论尺寸大小，假若它内部每一部份都是朝相同的方向、以相同的速度移动，則稱此剛体的运动為平移运动（translational motion）。英國物理歷史學者艾德蒙·惠特克這樣定義：
假設一剛體從某最初位置移動到最終位置，則其位置的改變稱為位移。某些特別樣式的位移會得到特別的命名。假設其內部處於某直線L的每一點的位置都不變，則稱此位移為繞定軸旋轉；假設其內部某一點P的位置不變，則稱此位移為繞定點旋轉；假設連接其內部每一點最初位置與最終位置的線段，都是相互平行、長度相同的直線段，這剛體在空間的取向保持不變，則稱此位移為平行於直線段方向的平移。
平移運動會將剛體內部每一點的位置 {\displaystyle (x,y,z)} 移動至 {\displaystyle (x+\Delta x_{0},y+\Delta y_{0},z+\Delta z_{0})} ，其中， {\displaystyle (\Delta x_{0},\Delta y_{0},\Delta z_{0})} 是同樣的位移向量。

## 概念
「理想刚体」是一種有限尺寸，可以忽略形变的固体。不论是否感受到外力，在刚体內部，点与点之间的距离都不会改变。根據相對論，這種物體不可能實際存在，但物體通常可以假定為完美剛體，前提是必須滿足運動速度超小於光速的條件。

一個剛體在做平移運動。

如右圖所示，從時間 {\displaystyle t_{1}} 到時間 {\displaystyle t_{2}} ，當剛體在做平移運動時，任意內部兩點，點P與點Q的軌跡（以黑色實線表示）相互平行，線段 {\displaystyle {\overline {PQ}}} （以黑色虛線表示）的方向保持恆定、長度不會改變。
挑選剛體內部一點G來代表整個剛體，則在剛體內部任意一點P的位置 {\displaystyle \mathbf {r} _{P}} 為
{\displaystyle \mathbf {r} _{P}=\mathbf {r} _{G}+\mathbf {r} _{P/G}} ；
其中，{\displaystyle \mathbf {r} _{G}} 、{\displaystyle \mathbf {r} _{P/G}} 分別是點G的位置、點P對於點G的相對位置。
呈平移運動的剛體，其平移速度是向量，是其位置向量的時間變化率，即點G的速度。由於 {\displaystyle \mathbf {r} _{P/G}} 是常向量，其時間變化率為零，點P的速度等於點G的速度：
{\displaystyle \mathbf {v} _{P}=\mathbf {v} _{G}} 。
同樣原因，點P的加速度等於點G的加速度：
{\displaystyle \mathbf {a} _{P}=\mathbf {a} _{G}} 。
所以，呈平移運動的剛體，其內部所有質點的速度都相同、加速度也相同。

## 沙勒定理
當剛體移動時，它的位置與取向都可能會隨著時間演進而改變。沙勒定理是歐拉旋轉定律的一個推論。根據沙勒定理，剛體的最廣義位移等價於一個平移加上一個旋轉。所以，剛體運動可分為平移運動與旋轉運動。剛體的現在位置與現在取向可以視為是從某個初始位置與初始取向經過平移與旋轉而成。
挑選剛體內部一點G來代表整個剛體，從空間參考系S觀測，點G的位置就是整個剛體在空間的位置，在剛體內部任意一點P的位置 {\displaystyle \mathbf {r} _{P}} 為
{\displaystyle \mathbf {r} _{P}=\mathbf {r} _{G}+\mathbf {r} _{P/G}} ；
其中，{\displaystyle \mathbf {r} _{G}} 、{\displaystyle \mathbf {r} _{P/G}} 分別是點G的位置、點P對於點G的相對位置。
剛體從時間 {\displaystyle t_{1}} 到時間 {\displaystyle t_{2}} 的運動，可以分為點G從 {\displaystyle \mathbf {r} _{G}(t_{1})} 到 {\displaystyle \mathbf {r} _{G}(t_{2})} 的平移運動，與位移 {\displaystyle \mathbf {r} _{P/G}} 從時間 {\displaystyle t_{1}} 到時間 {\displaystyle t_{2}} 的旋轉運動。
點P的速度 {\displaystyle \mathbf {v} _{P}} 為
{\displaystyle \mathbf {v} _{P}=\mathbf {v} _{G}+\mathbf {v} _{P/G}} ；
其中，{\displaystyle \mathbf {v} _{G}} 、{\displaystyle \mathbf {v} _{P/G}} 分別是點G的速度、點P對於點G的相對速度。
點P的加速度 {\displaystyle \mathbf {a} _{P}} 為
{\displaystyle \mathbf {a} _{P}=\mathbf {a} _{G}+\mathbf {a} _{P/G}} ；
其中，{\displaystyle \mathbf {a} _{G}} 、{\displaystyle \mathbf {a} _{P/G}} 分別是點G的加速度、點P對於點G的相對加速度。

## 參閱
- 匀速运动
- 平抛运动
- 曲线运动
- 简谐运动

## 外部連結
- 一維勻加速運動學Java模擬 （页面存档备份，存于）
- 康奈尔大学运动学数位图书馆 （页面存档备份，存于）